# Luis Llorens Torres
Luis Llorens Torres (* 14. Mai 1876 in Juana Díaz, Puerto Rico; † 16. Juni 1944 in Santurce, San Juan, Puerto Rico) war ein puerto-ricanischer Dichter, Dramatiker, Journalist und Politiker, der sich für die Unabhängigkeit seiner Heimat einsetzte.

## Leben
Seine Eltern Luis Aurelio del Carmen Llorens und Marcelina Soledad de Torres waren reiche Besitzer einer Kaffeeplantage, weshalb er einen engen Kontakt zur Natur hatte. Nach seiner schulischen Ausbildung in Mayagüez und Maricao ging er nach Spanien. An der Universität Barcelona studierte er Jura und an der Universität Granada erwarb er Doktortitel in Philosophie und Literatur. Während seiner Zeit in Spanien veröffentlichte er seinen ersten Gedichtband Al Pie de la Alhambra, den er seiner Freundin Carmen Rivero widmete.
1901 kehrte er nach Puerto Rico zurück und heiratete. Er zog nach Ponce, wo er seine eigene Anwaltskanzlei gründete (der später Nemesio Canales beitrat) und mit der Zeitung Lienzos del Solar kollaborierte. In dieser Zeit schrieb er seine Werke Sonetos Sinfonicos, Voces de la Campana Major und Alturas de America.
Die politische Situation hatte sich während seiner Abwesenheit deutlich verändert, da Puerto Rico von den USA annektiert worden war. Torres trat deshalb der Unionisten-Partei bei, die das Ideal der Unabhängigkeit verteidigte. In seinem Gedicht El Patito Feo (Das hässliche Entlein) vermittelte er seine Ansichten. Von 1908 bis 1910 gehörte er als Vertreter von Ponce der Abgeordnetenkammer an. Am 8. Februar 1912 verfasste er mit Matienzo Cintrón, Manuel Zeno Gandía und anderen ein Manifest, das die Zeit für die Unabhängigkeit Puerto Ricos gekommen sah. Die Autoren des Manifestes gründeten mit Eugenio Benítez Castaño und Pedro Franceschi die Indepence Party, deren einziges Ziel die Unabhängigkeit war. Castaño war Präsident der kurzlebigen Partei. 1913 schuf Torres mit Nemesio Canales die literarische Publikation La Revista de Las Antillas. Bis zu seinem Tod setzte er sich für die Unabhängigkeit ein.
Die puerto-ricanische Regierung benannte ein Gebäudeprojekt nach ihm. Auch eine Straße in San Juan, eine Highschool in Juana Diaz und eine Kinderakademie in New York tragen seinen Namen. Außerdem stehen Statuen vor der erwähnten Highschool und auf der Plazita Famosa in Juana Diaz.
| Personendaten    | Personendaten                          |
| ---------------- | -------------------------------------- |
| NAME             | Llorens Torres, Luis                   |
| KURZBESCHREIBUNG | puerto-ricanischer Autor und Politiker |
| GEBURTSDATUM     | 14. Mai 1876                           |
| GEBURTSORT       | Juana Díaz, Puerto Rico                |
| STERBEDATUM      | 16. Juni 1944                          |
| STERBEORT        | Santurce, San Juan, Puerto Rico        |